# Uyeasound
Uyeasound is een dorp op het zuidelijk deel van Unst, Shetland (Schotland), genoemd naar de zeestraat Uyea Sound. Het onbewoonde eiland Uyea beschut de baai waaraan het dorp ligt.
In en nabij Uyeasound liggen de bezienswaardigheden Greenwell's Booth, Muness Castle en de Uyea Breck Standing Stone.

## Externe link

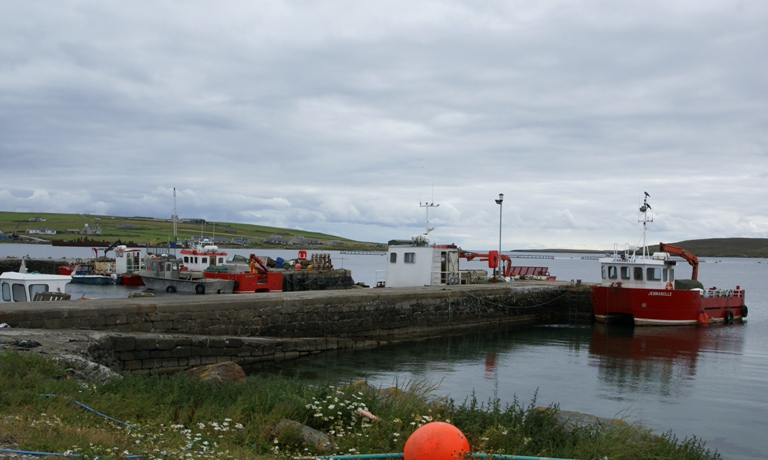
De haven van Uyeasound